# Moama
Moama (3 331 habitants) est une ville de la Riverina, sur le Murray, en Nouvelle-Galles du Sud. Elle est située à 800 km de Sydney. La ville est reliée par un pont à sa ville jumelle Echuca, dans l'État de Victoria, à 232 km de Melbourne.
La ville est située dans le comté de Murray.
L'origine du nom de la ville est aborigène.
La ville a été créée au milieu des années 1840 par John Maiden qui y installa un pont pour permettre au bétail de traverser le fleuve.

## Galerie

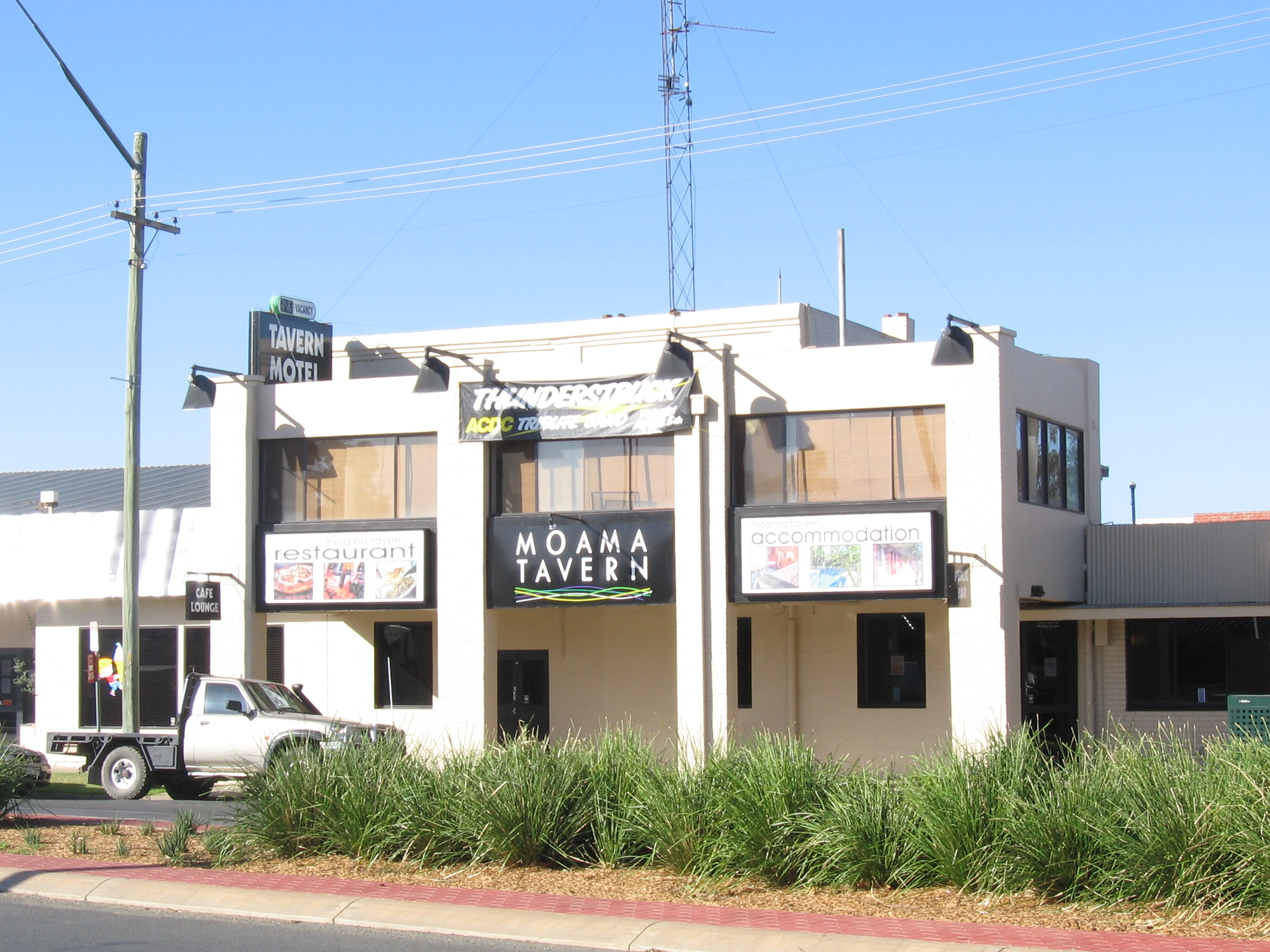
La Taverne
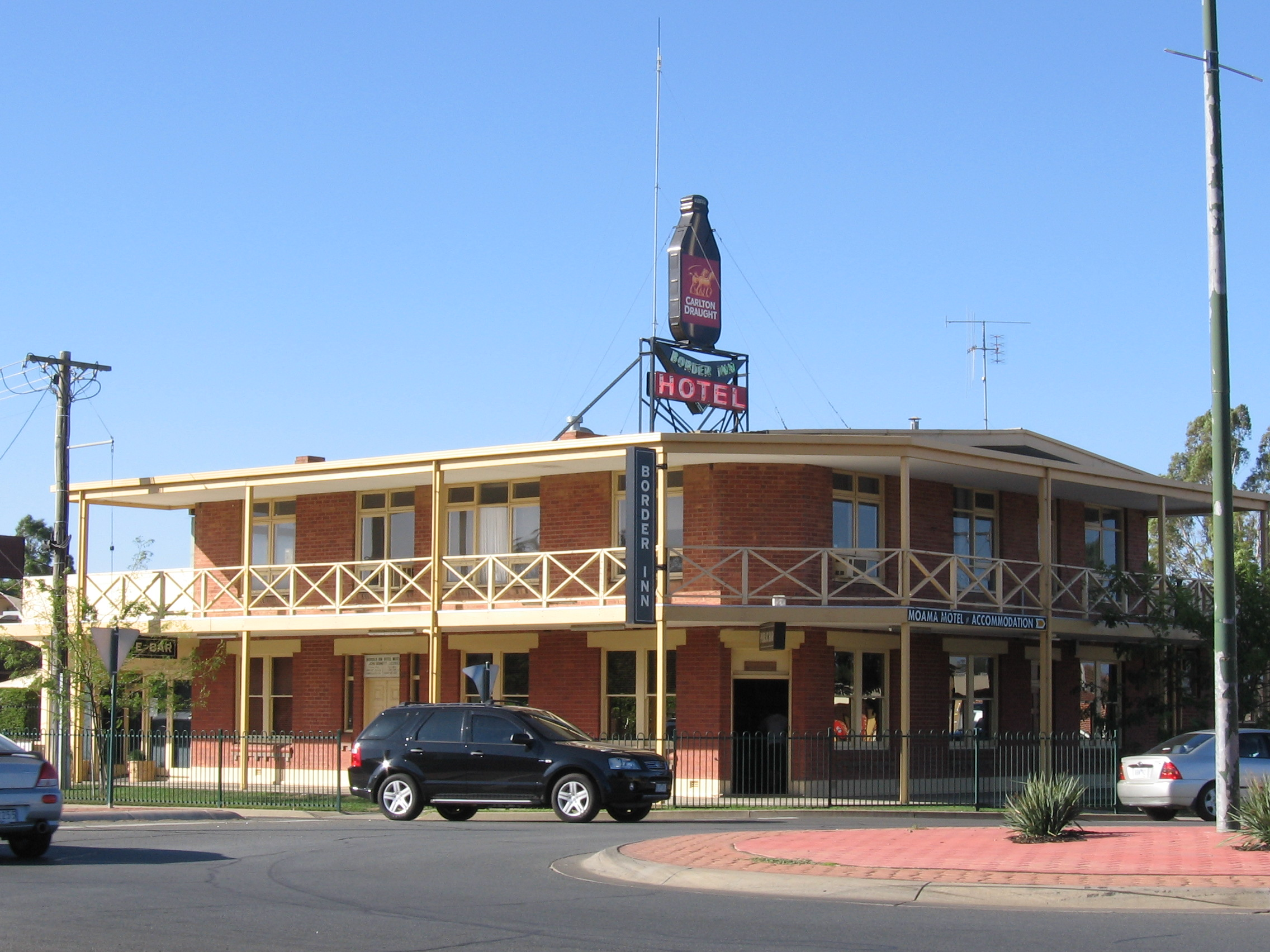
L'hôtel
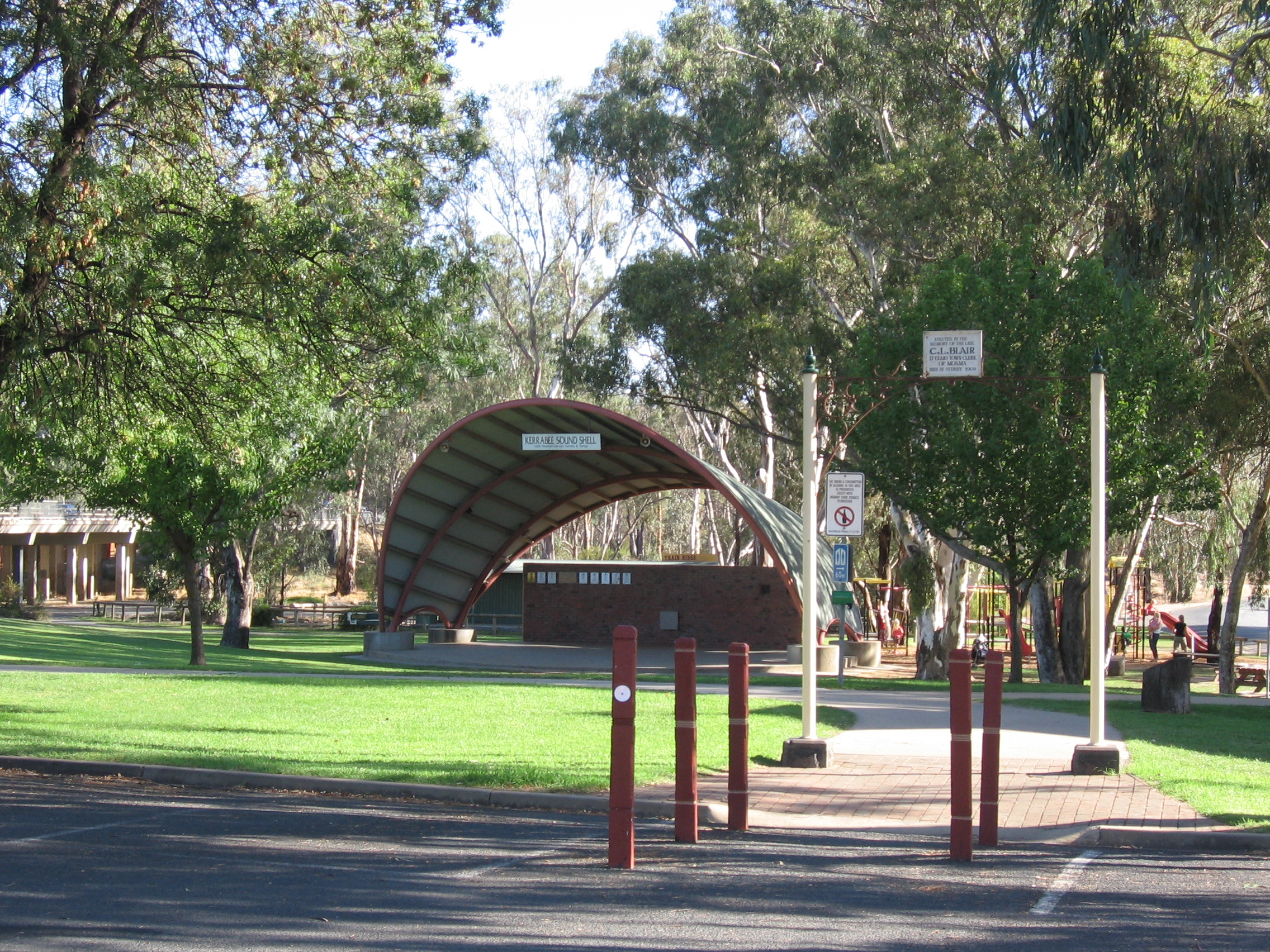
Le kiosque à musique

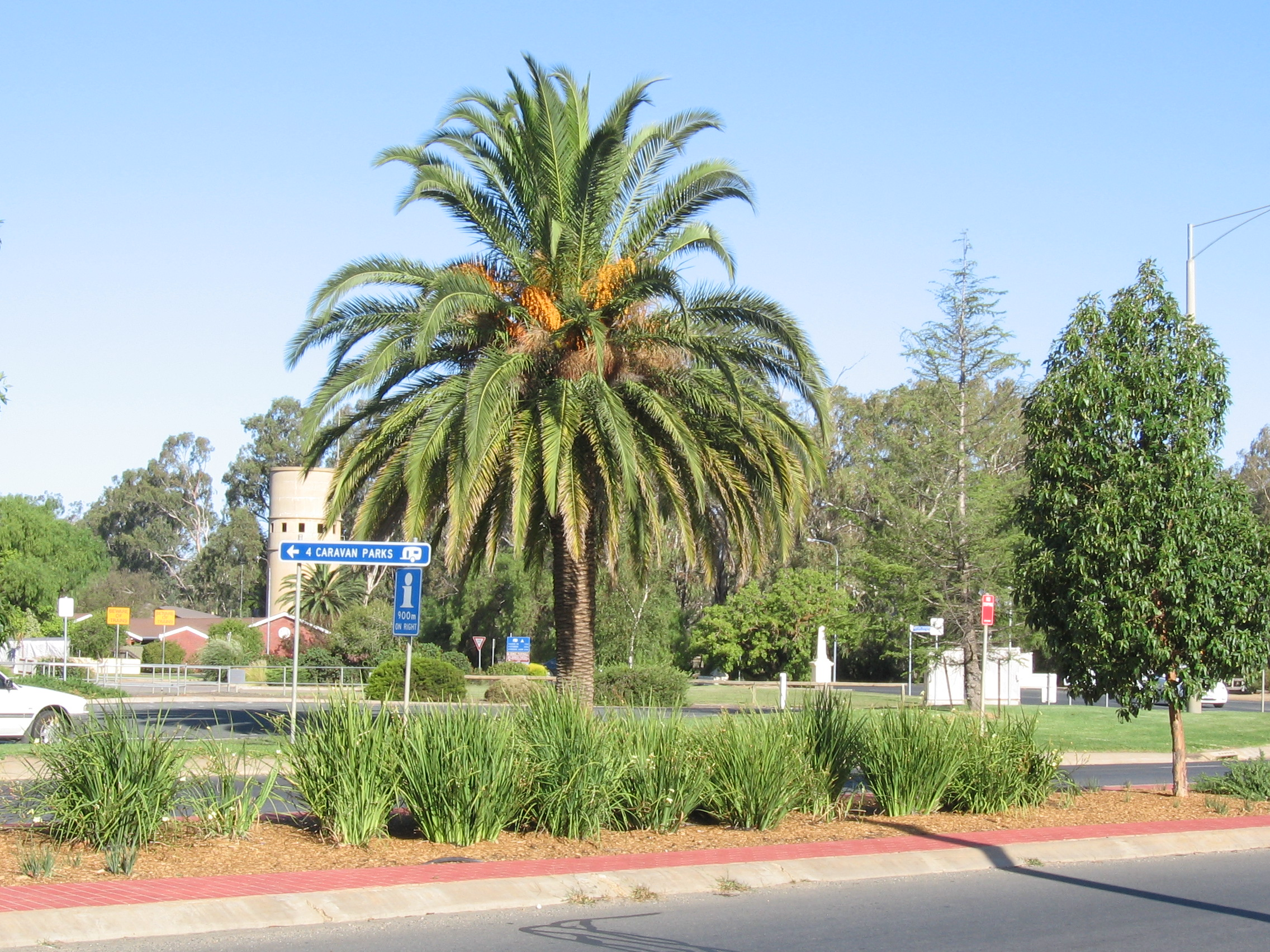
La grand rue
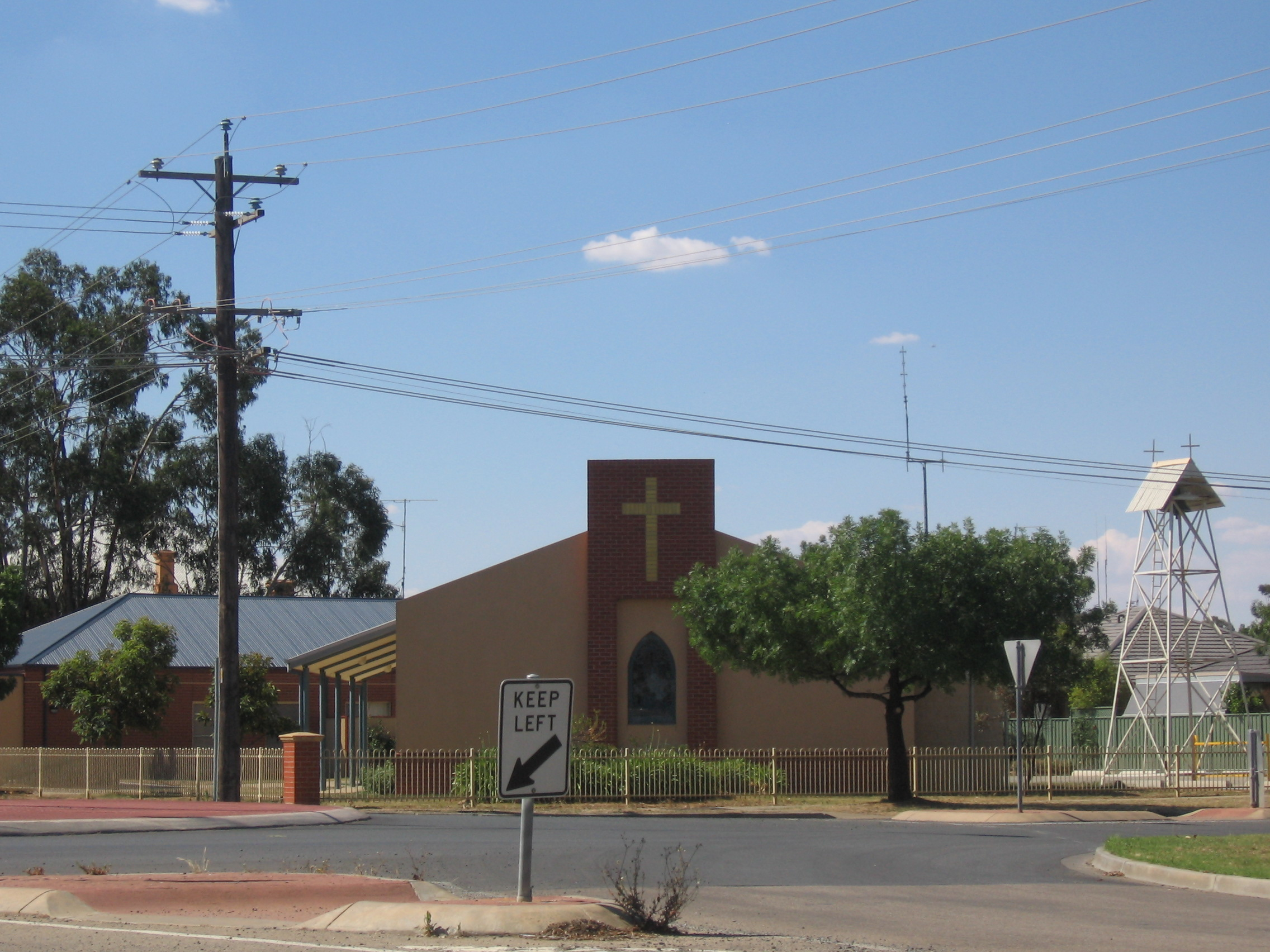
L'église catholique
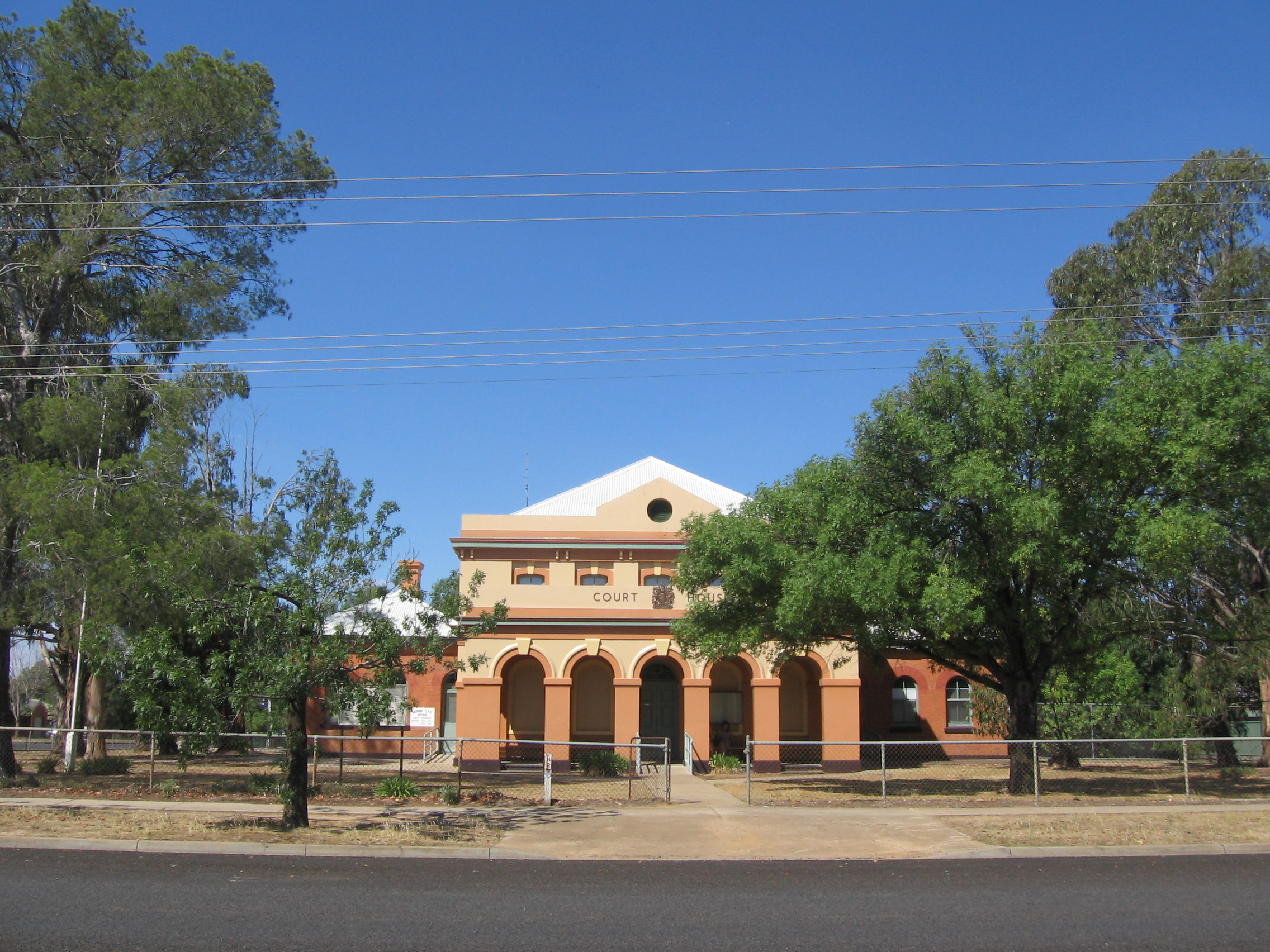
Le Palais de justice